# Romet
Romet is een Poolse producent van fietsen, brom- en motorfietsen.

## Geschiedenis
Het bedrijf werd in 1948 na de fusie van een aantal kleine bedrijven opgericht als een staatsbedrijf voor de productie van fietsen in Bydgoszcz. Na de destalinisatie van het land in 1953 werd de fabriek gemoderniseerd en in 1961 werd de productie van bromfietsen en motorfietsen geïntroduceerd. In 1971 werden de productiefaciliteiten uitgebreid. De productie bereikte 1.000.000 stuks per jaar omstreeks 1975 (100 soorten fietsen en 5 types bromfietsen) en was daarmee een van de grootste fabrikanten van fietsen in Europa.
Na de val van het communisme in 1989 volgde in het kielzog van landelijke privatisering van staatsbedrijven in 1991 ook Romet, het bedrijf werd omgezet in een naamloze vennootschap (Romet S.A). Echter, door het openen van de markt voor buitenlandse bedrijven en de vorming van een groot aantal privaat bedrijven en de invoer van goedkope rijwielen uit China en Taiwan was Romet genoodzaakt om de productie drastisch te verminderen met als gevolg een Faillissement in 1998 en de definitieve liquidatie van Romet SA in 2005 uit de handelsregisters.
In 2006 werden de rechten het merk Romet verkocht aan de in 1991 opgerichte Poolse fiets producent Arkus uit Dębica en de productie van fietsen (geassembleerd met buitenlandse onderdelen) en bromfietsen hervat onder de naam Arkus & Romet Group tevens werd het assortiment uitgebreid met de productie van Inspannings-ecg apparaten.

## Productie en werkgelegenheid bij Romet (jaren 1950-1980)
| Productiejaar | Fietsen (aantal X 1000) | Bromfietsen (aantal X 1000) | Export | aantal werknemers |
| ------------- | ----------------------- | --------------------------- | ------ | ----------------- |
| 1950          | 100                     | -                           | -      | 2498              |
| 1956          | 200                     | -                           | 2%     | 3506              |
| 1959          | 348                     | -                           | 5%     |                   |
| 1965          | 662                     | 61                          | 35%    |                   |
| 1968          | 758                     | 78                          | 30%    | 7862              |
| 1970          | 940                     | 85                          | 25%    |                   |
| 1975          | 1009                    | 182                         | 20%    | 8026              |
| 1980          | 1139                    | 126                         | 20%    |                   |

## Foto's

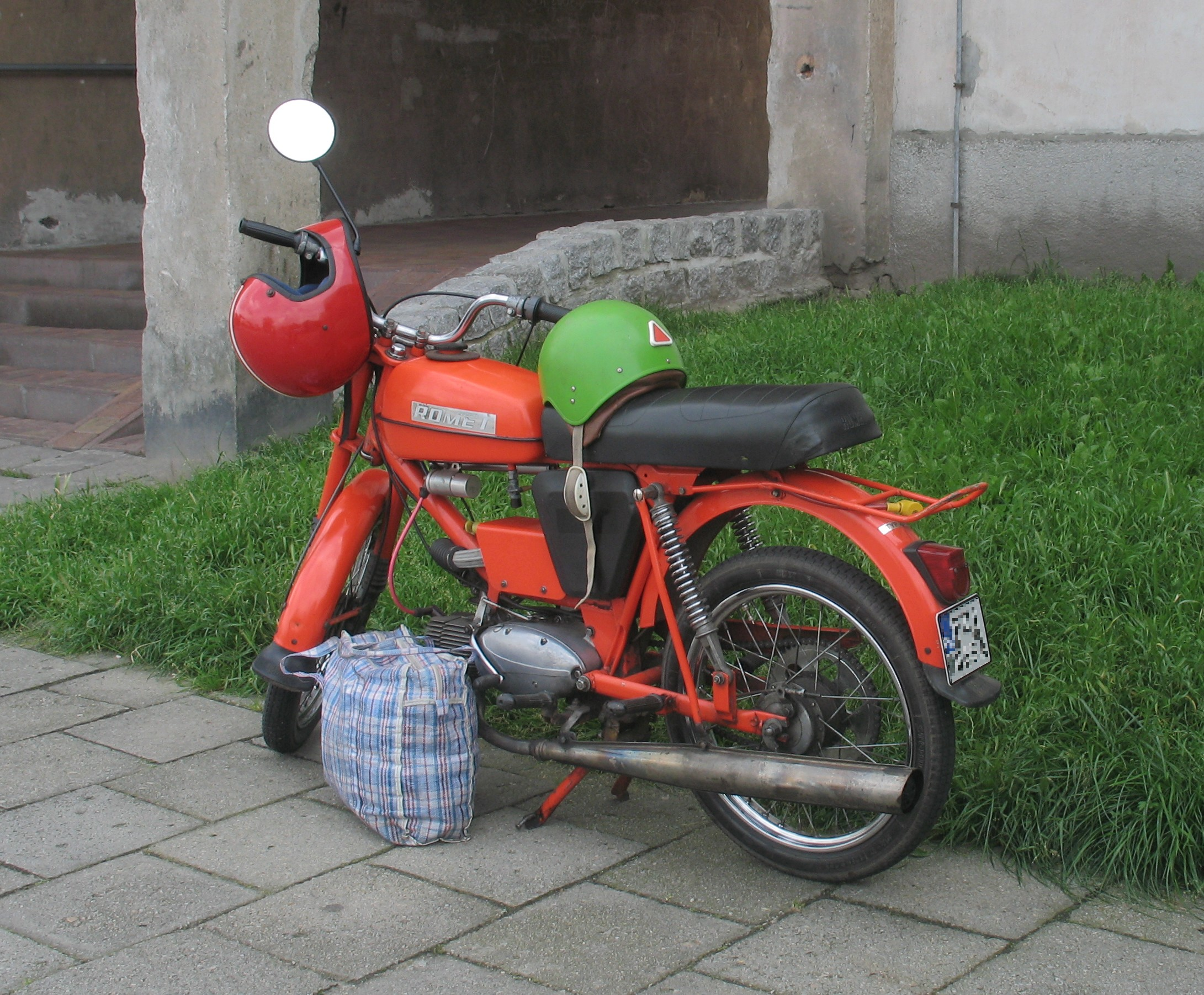
Romet Ogar 200
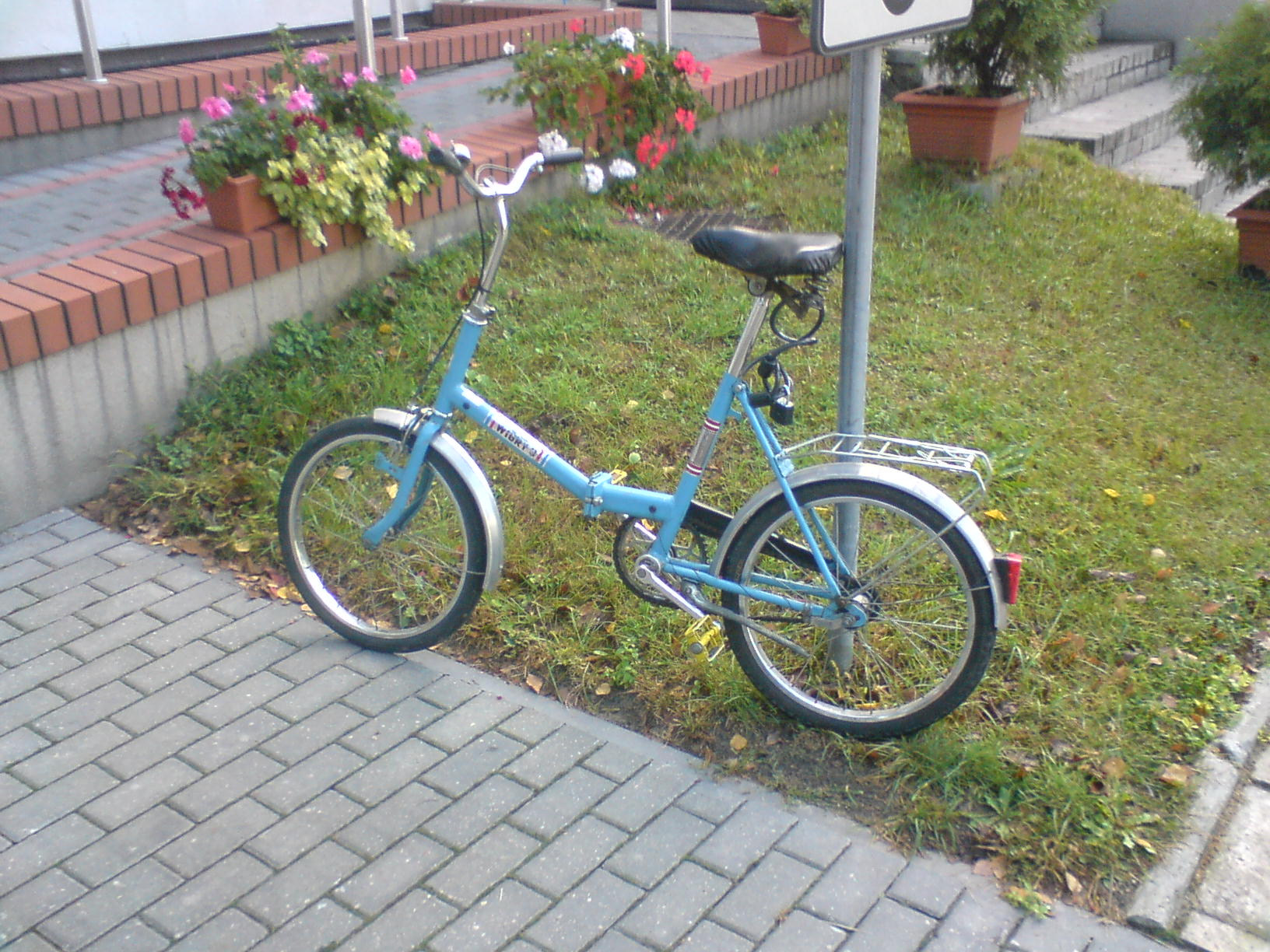
Romet Wigry
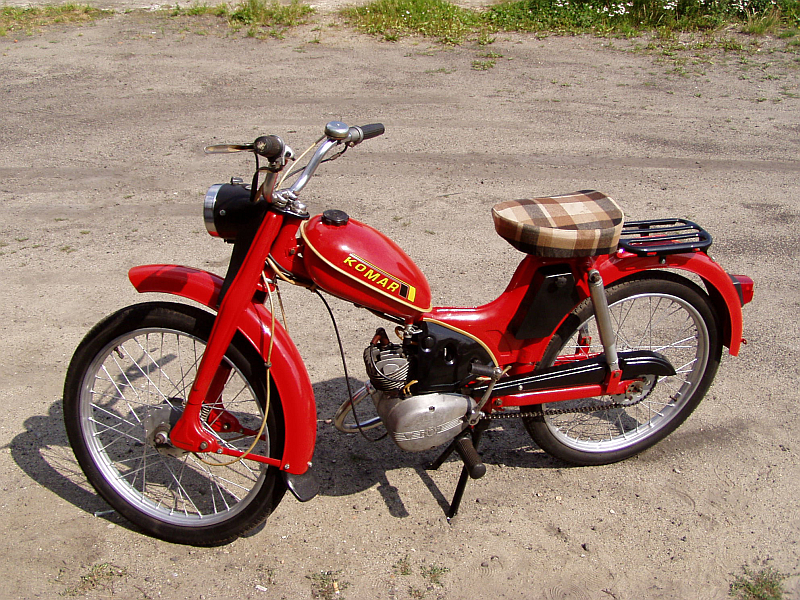
Romet Komar 2350
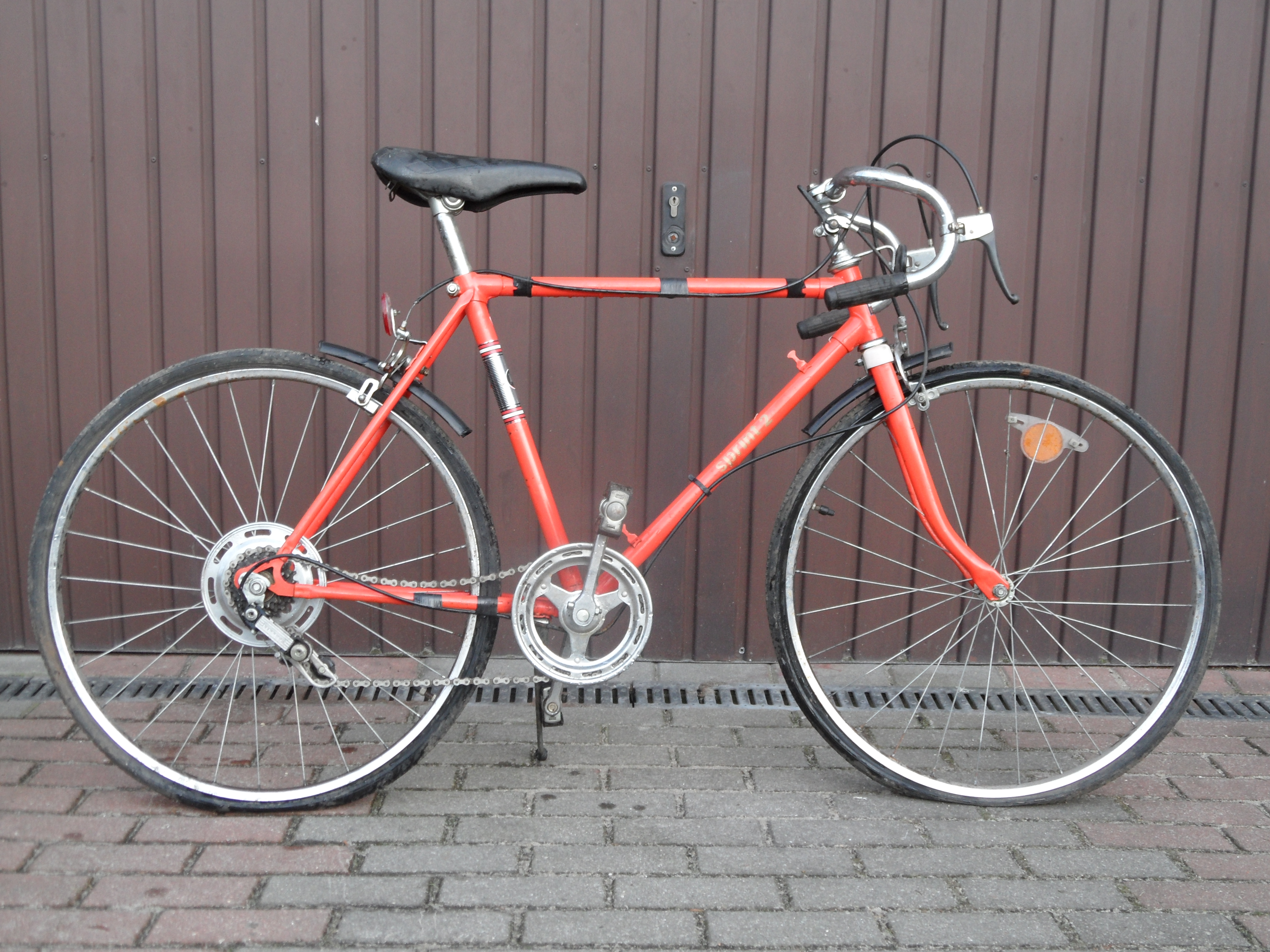
Romet Sprint 2
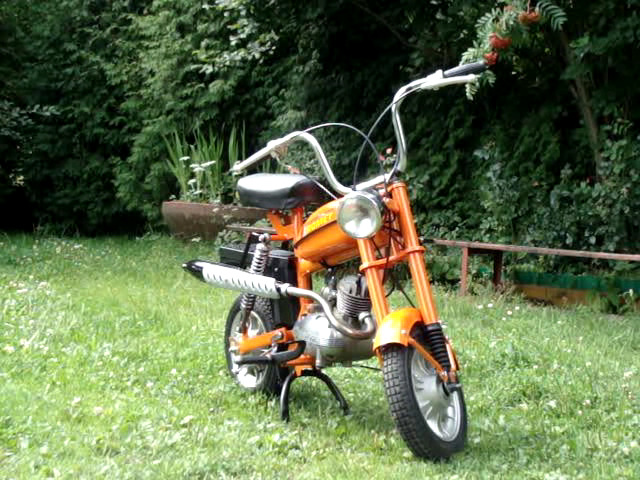
Romet Pony (1978-1994)
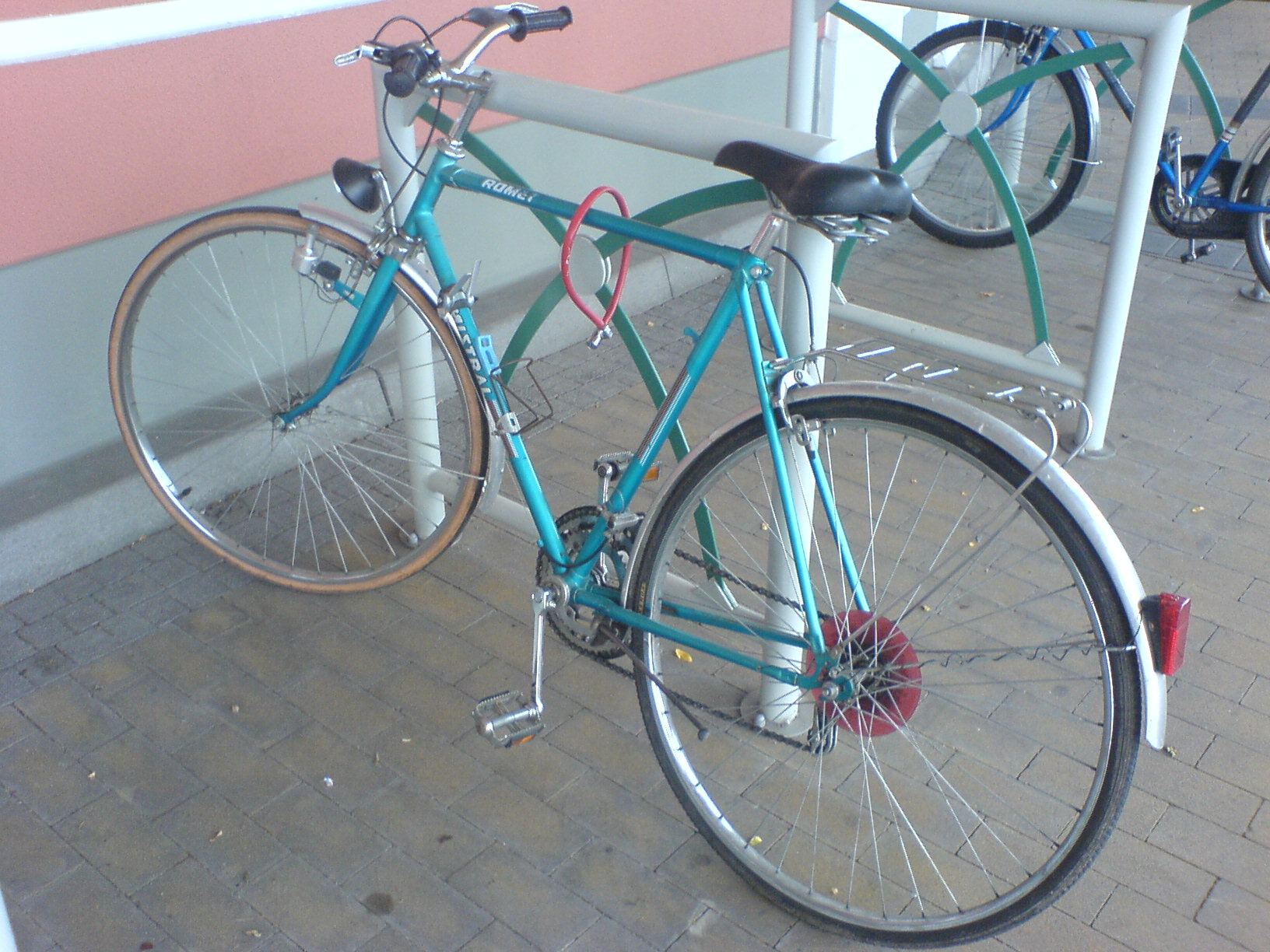
Romet Mistral
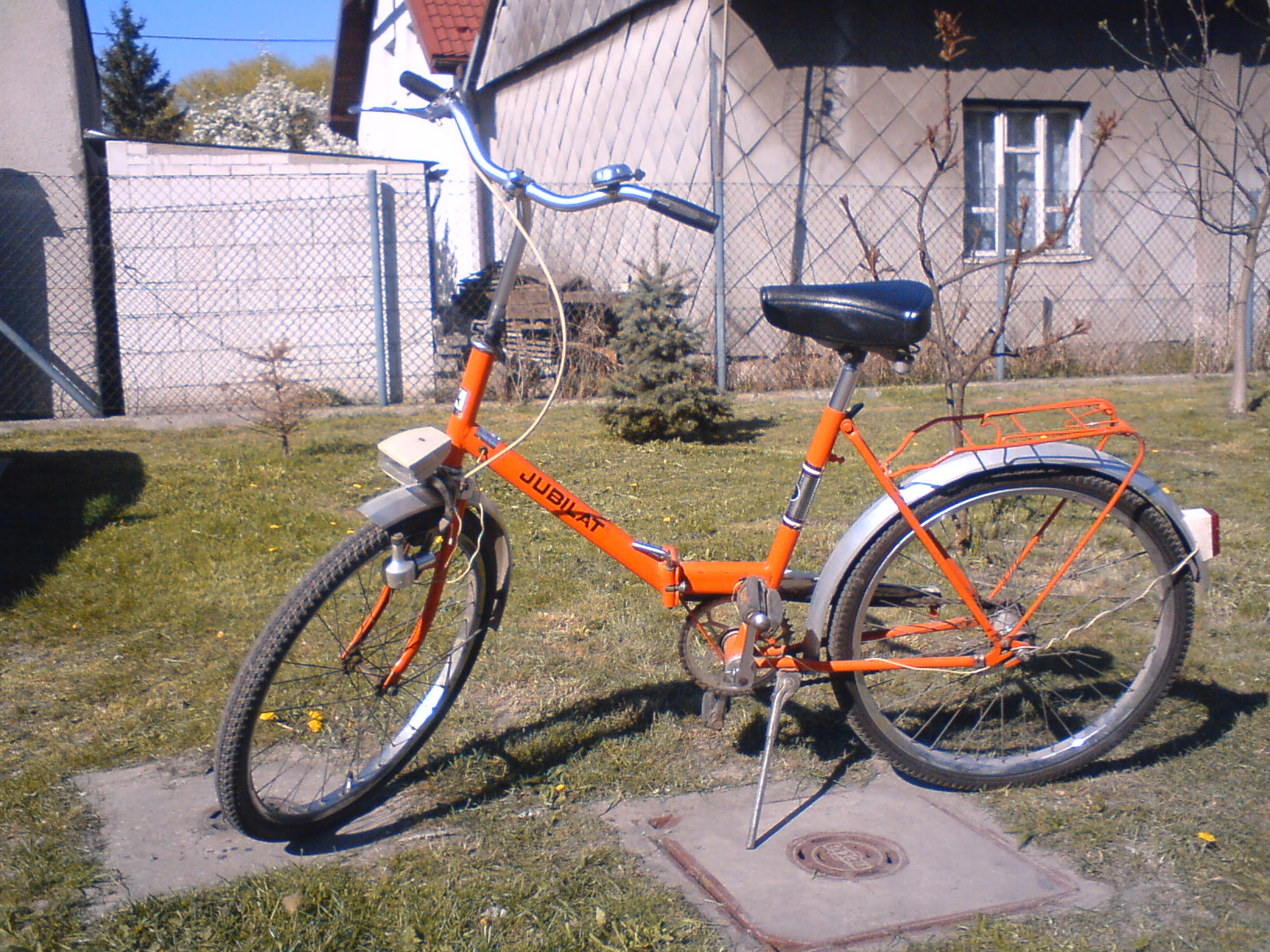
Romet Jubilat vouwfiets